# Jean Lapierre (Politiker)
Jean-Charles Lapierre (* 7. Mai 1956 in Bassin, Magdalenen-Inseln, Québec; † 29. März 2016 in Havre-aux-Maisons, Magdalenen-Inseln, Kanada) war ein franko-kanadischer Politiker (Liberale Partei) und Rundfunkjournalist in Québec.

## Leben
Nach einem abgeschlossenen Jurastudium an der Universität Ottawa wurde Lapierre bereits im Alter von 23 Jahren gewählter Abgeordneter im kanadischen Unterhaus. Fünf Jahre später wurde er als Jugend- und Freizeitsport-Staatssekretär für einige Monate der jüngste Staatsminister in der Geschichte Kanadas. Er gehörte zu den Gründern des separatistischen Bloc Québécois.
Nach elfjähriger Abwesenheit kehrte er ins Unterhaus zurück, nachdem er 2004 erneut ein Mandat in der kanadischen Unterhauswahl errungen hatte. Am 20. Juli 2004 wurde er zum Minister of Transport im Kabinett von Paul Martin ernannt. Dieses Amt verantwortete er bis zur Neuwahl 2006. Am 11. Januar 2007 erklärte Lapierre seine Absicht, sich aus der nationalen Politik zurückzuziehen. Er trat am 28. Januar 2007 als Parlamentsmitglied für Outremont zurück.
In kurzer Zeit baute er sich eine zweite Karriere als Fernseh- und Hörfunkjournalist auf. Er arbeitete als politischer Analyst und Kommentator für den Québecer Fernsehsender TVA und den Montrealer Radiosender 98.5 FM. Er war zudem Talkmaster der Politiksendung Larocque-Lapierre im Duo mit dem Reporter Paul Larocque. Außerdem war er politischer Kommentator für die Radiosender CJAD in Montreal und FM 93 in Québec-Stadt. Regelmäßig machte er Beiträge für Power Play und Question Period auf CTV.
Mit der Koautorin Chantal Hébert zusammen veröffentlichte er 2014 das Sachbuch The Morning After: The 1995 Quebec Referendum and the Day that Almost Was, das es auf die Shortlist für den Shaughnessy Cohen Prize for Political Writing schaffte.
Am 29. März 2016 starb Lapierre zusammen mit vier weiteren Familienmitgliedern auf dem Weg zum Begräbnis seines Vaters bei einem Flugzeugabsturz wegen Sturmböen beim Landeanflug auf den Îles-de-la-Madeleine Airport, Havre-aux-Maisons.